# Rajastrand
Rajastrand är en by  i Risbäcks distrikt (Dorotea socken) i Dorotea kommun, Västerbottens län (Lappland). Byn ligger vid sjön Lill-Rajans östra sida, nära gränsen till Jämtland.  
Byn hette tidigare Sörfors, sedan Söderfors och Sörfors igen, för att vid införandet av postnummer i mitten av 1970-talet få namnet Rajastrand. I vanligt tal kallas byn enbart Raja (Raija). Genom tiderna har byns invånare mest varit småbönder och skogsarbetare. Från 1950-1980 var SCA den största arbetsgivaren. Allteftersom skogsbruket mekaniserades försvann arbetstillfällena och de flesta av byns ungdomar flyttade ut. 
Idag lever de som är i arbetsför ålder mest av serviceyrken såsom jakt- eller fiskeguider, taxiverksamhet och inom hemtjänsten. Ett antal av byborna pendlar dagligen 15 mil tur och retur för att jobba i Dorotea. Rajastrand är idag mest omtalat för att ha ett mycket bra harrfiske och fiskevårdsföreningen jobbar kontinuerligt med att återupprätta det fina öringsfiske som fanns före kraftverksepoken under 1960-talet.
År 2007 vann Rajastrand årets Byaslogan i SVT:s tävling och år 2008 vann byn den så kallade Byastafetten i Dorotea kommun i SVT:s andra tävling där "Raija" medverkat.
En vindkraftpark med 18 vindkraftverk invigdes i augusti 2009 utanför Rajastrand på fjället Bliekevare. efter period med testkörning. Vindkraftparken var den största i Sverige när den invigdes.